# Nightcap: The Unreleased Masters 1973–1991
Nightcap: The Unreleased Masters 1973–1991 ist ein Jethro-Tull-Doppelalbum mit älterem und bis dahin unveröffentlichtem Material. Es wurde am 22. November 1993 veröffentlicht. Die erste CD enthält Material, das im August 1972 aufgezeichnet wurde. Einige Titel davon wurden später neu aufgenommen und in anderer Reihenfolge 1973 als Jethro Tulls sechstes Album A Passion Play herausgebracht. Die Texte zu Critique Oblique und Scenario beziehen sich eigentlich auf A Passion Play. Scenario, Audition und No Rehearsal waren bereits beim 1988 erschienenen Box-Set 20 Years of Jethro Tull veröffentlicht, als Teile eines einzelnen Stücks mit dem Titel The Chateau d’Isaster Tapes. Dieser Gesamttitel wird auch auf Nightcap als Titel der ersten CD verwendet. Der Inhalt der zweiten CD reicht von 1974 bis 1991. Ein Teil des Erlöses wurde an wohltätige Zwecke gegeben.

## Hintergrund
Aus Steuergründen begann Jethro Tull ein neues Album aufzunehmen, in der Nähe von Paris, im Château D’Hérouville in Hérouville-en-Vexin, Département Val-d’Oise, Region Île-de-France. Dort entstanden von 1970 bis 1985 zahlreiche Aufnahmen britischer Musiker. Das Ganze wurde aus technischen, produktionstechnischen und gesundheitlichen Gründen ein Fiasko (daher die Bezeichnung Chateau d’Isaster Tapes). Die Aufnahmesessions wurden abgebrochen, und die Band kehrte zurück ins Vereinigte Königreich, um dort A Passion Play aufzunehmen. 
Die zweite CD enthält Stücke, die wegen fehlender Qualität oder großer Ähnlichkeit mit ausgewählten Stücken noch nicht auf Tonträgern veröffentlicht worden waren. 
Ian Anderson selbst warnt in den Linernotes vor der CD, die „nicht jedermanns Geschmack“ sei, aber ein „etwas schwindelerregender Schlummertrunk (nightcap) für alte Freunde“. Er gab an, das Album zum niedrigstmöglichen Preis verkaufen zu wollen und seine Einkünfte als Songschreiber an das Balnain House, Home of Highland Music im schottischen Inverness sowie den Animal Health Trust spenden zu wollen.

## Rezeption
Bruce Eder von Allmusic vergibt 2,5 von 5 Punkten. Er hält das Material für „nicht einmal zweitklassig“. Die erste CD sei „zeitweise hübsch, aber auch ungeformt und deutlich unvollendet“, die zweite CD „weniger problematisch, weil weniger zersplittert“. Er lobt Piece of Cake und Broadford Bazaar, hört aber aus den meisten Stücken der zweiten CD „zielloses Nudeln und sinnlose Tiefgründigkeit“ heraus. Udo Gerhards schließt sich dieser Meinung teilweise an, lobt aber, dass Jethro Tull auf der ersten CD „kompakt rockend und konzentriert heftig“ agierten.

## Titelliste

### CD 1
My Round: Chateau d’Isaster Tapes
1. First Post – 1:54
2. Animelée – 1:41
3. Tiger Toon – 1:36
4. Look at the Animals – 5:09
5. Law of the Bungle – 2:32
6. Law of the Bungle Part II – 5:26
7. Left Right – 5:01
8. Solitaire – 1:25
9. Critique Oblique – 9:03
10. Post Last – 5:35
11. Scenario – 3:26
12. Audition – 2:34
13. No Rehearsal – 5:12

### CD 2
Your Round: Unreleased and Rare Tracks
1. Paradise Steakhouse  (aufgenommen 1974) – 4:01
2. Sealion II  (aufgenommen 1974) – 3:21
3. Piece of Cake  (aufgenommen 1990) – 3:40
4. Quartet  (aufgenommen 1974) – 2:45
5. Silver River Turning  (aufgenommen 1990) – 4:52
6. Crew Nights  (aufgenommen 1981) – 4:33
7. The Curse  (aufgenommen 1981) – 3:39
8. Rosa on the Factory Floor  (aufgenommen 1990) – 4:38
9. A Small Cigar  (aufgenommen 1975) – 3:39
10. Man of Principle  (aufgenommen 1988) – 3:57
11. Commons Brawl  (aufgenommen 1981) – 3:24
12. No Step  (aufgenommen 1981) – 3:38
13. Drive on the Young Side of Life  (aufgenommen 1981) – 4:13
14. I Don’t Want to Be Me  (aufgenommen 1990) – 3:29
15. Broadford Bazaar  (aufgenommen 1978) – 3:38
16. Lights Out  (aufgenommen 1981) – 5:16
17. Truck Stop Runner  (aufgenommen 1991) – 3:47
18. Hard Liner  (aufgenommen 1989) – 3:47

## Aufnahmeorte und Musiker
CD 1
- Alle Titel wurden im August 1972 auf Château d’Hérouville, Hérouville in Frankreich aufgenommen.
  - Ian Anderson (Flöte, Balaleika, Mandoline, Hammond-Orgel, akustische Gitarre, Gesang)
  - Martin Barre (E-Gitarre, Sprechstimme) bei
  - John Evan (Celeste, Minimoog, Piano)
  - Jeffrey Hammond-Hammond (Bass, Hintergrundgesang)
  - Barriemore Barlow (Schlagzeug, Perkussion)

CD 2
- Titel 1–18
  - Ian Anderson (Flöte, Mundharmonika, Claghorn, Piano, Gesang, Harmonica, Mandoline)
- Titel 1, 2 und 4 aufgenommen in den Morgan Studios, Fulham, London
  - Martin Barre (E-Gitarre, Marimba)
  - Barriemore Barlow (Schlagzeug, Perkussion)
  - John Evan (Minimoog, Piano)
  - Jeffrey Hammond-Hammond (Bass, Gesang bei Sealion II)
  - David Palmer (Keyboard, Dirigent) bei Titel 4
- Titel 3, 5, 8 und 14 aufgenommen in Ian Andersons Heimstudio
  - Dave Pegg (Bass, Mandolinen, Gesang) bei den Titeln 3, 5–8, 10–14, 16 und 18
  - Martin Barre (E-Gitarre, Gitarre, Marimba) bei den Titeln 1–8, 10–14 und 16–18
  - Doane Perry (Schlagzeug) bei den Titeln 3, 5, 8 und 14
  - John Bundrick (Piano, Hammond-B-3-Orgel bei den Titeln 3, 5 und 8)
- Titel 6, 7, 11–13 und 16 aufgenommen in den Maison Rouge Studios, Fulham, London
  - Martin Barre (E-Gitarre, Gitarre, Marimba) bei den Titeln 1–8, 10–14 und 16–18
  - Dave Pegg (Bass, Mandoline, Gesang) bei den Titeln 3, 5–8, 10–14, 16 und 18
  - Gerry Conway (Schlagzeug, Perkussion) bei den Titeln 6–7, 10–13 und 16
  - Peter-John Vettese (Piano, Synthesizer) bei den Titeln 6 und 13
- Titel 9 aufgenommen im Maison Rouge Mobile Studio
- Titel 10 aufgenommen in Ian Andersons Heimstudio
  - Martin Barre (E-Gitarre, Marimba) bei den Titeln 1–8, 10–14 und 16–18
  - Gerry Conway (Schlagzeug, Perkussion) bei den Titeln 6–7, 10–13 und 16
- Titel 15 aufgenommen im Maison Rouge Mobile Studio, Fulham, London
- Titel 17 aufgenommen in Ian Andersons Heimstudio und den Woodworm Studios
  - Martin Barre (E-Gitarre, Marimba) bei den Titeln 1–8, 10–14 und 16–18
  - Matthew Pegg (Bass) bei Titel 17
  - Scott Hunter (Schlagzeug) bei Titel 17 (Doane Perry wird fälschlicherweise im CD-Booklet für diesen Titel genannt)
- Titel 18 aufgenommen in Ian Andersons Heimstudio
  - Martin Barre (E-Gitarre, Marimba) bei den Titeln 1–8, 10–14 und 16–18